# Charlie Vickers

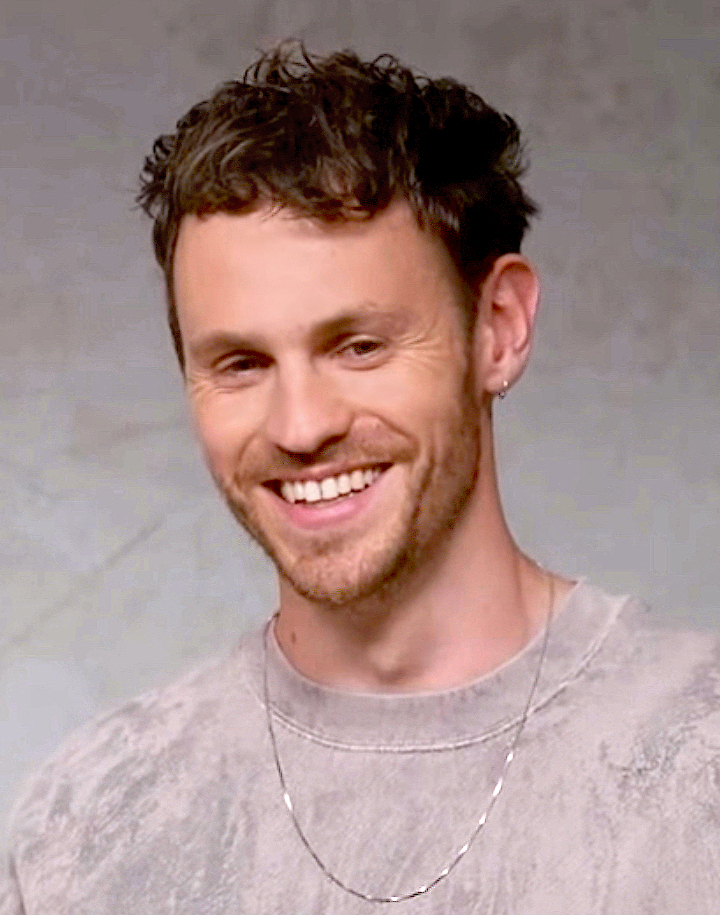
Charlie Vickers im Jahr 2023

Charlie Vickers (* 30. Oktober 1992 in Melbourne, Victoria) ist ein australischer Schauspieler. Bekannt wurde er durch sein Mitwirken in Der Herr der Ringe: Die Ringe der Macht.

## Leben und Wirken
Charlie Vickers wurde am 30. Oktober 1992 im Stadtteil St. Kilda in Melbourne geboren und wuchs danach in Geelong auf. Später studierte er Kunst an der RMIT University, wo er Teil einer Theatergruppe wurde. Um seine Karriere fortzuführen, zog er nach London, wo er an der Central School of Speech and Drama studierte und 2017 seinen Abschluss machte.
Seine erste Rolle hatte er 2018 in der britisch-italienischen Fernsehserie Die Medici inne, in welcher er in acht Episoden Guglielmo de’ Pazzi spielte, den jüngeren Sohn der Pazzi-Familie. Weitere kleinere Filmrollen hatte er 2019 und 2020 in den Filmen Palm Beach und Death in Shoreditch inne, wobei er in ersterem an der Seite von Sam Neill, Greta Scacchi und Richard E. Grant zu sehen war.
Seit 2022 ist er Teil der Hauptbesetzung von Der Herr der Ringe: Die Ringe der Macht und verkörpert dort die Rolle des Südlings Halbrand alias Sauron; diesen verbindet ein mysteriöses Schicksal mit Galadriel, gespielt von Morfydd Clark, ehe er im Verlauf der ersten Staffel seine wahre Natur preisgibt. Als Vorbereitung für die Tauch- und Unterwassersequenzen der zweiten Episode sowie die Rolle im Allgemeinen lernte Vickers Freediving und ging im Tongariro-Nationalpark in Neuseeland fünf Tage wandern.

## Filmografie
- 2018: Die Medici (Medici: Masters of Florence, Fernsehserie, 8 Episoden)
- 2019: Palm Beach
- 2020: Death in Shoreditch
- seit 2022: Der Herr der Ringe: Die Ringe der Macht (The Lord of the Rings: The Rings of Power, Fernsehserie, 15 Episoden)
- 2023: Die verlorenen Blumen der Alice Hart (The Lost Flowers of Alice Hart, Miniserie, 6 Episoden)
- 2025: The Survivors – Der Sturm (Miniserie, 6 Episoden)